# Ernst Bachmann (Politiker, 1912)
Ernst Bachmann (* 7. April 1912 in Staffelbach; † 19. September 1995 in Schöftland, reformiert, heimatberechtigt in Staffelbach und Bottenwil) war ein Schweizer Politiker (FDP).

## Biografie
Ernst Bachmann wurde am 7. April 1912 in Staffelbach als Sohn des Gemeindeschreibers und Aargauer Grossrats Jakob Bachmann geboren. Ernst Bachmann nahm ein Studium der Rechts- und Staatswissenschaften in Zürich, Paris, München und Bern in Angriff, das er 1936 mit dem Erwerb des akademischen Grades eines Dr. iur. abschloss. Dazu erhielt er 1937 das Anwalts- sowie 1938 das Notariatspatent.
In der Folge leitete Ernst Bachmann von 1938 bis 1945 seine eigene Praxis in Aarau. Zudem war Bachmann nach 1965 in verschiedenen Verwaltungsratsräten vertreten, unter anderem von 1965 bis 1977 als Verwaltungsratspräsident in der NOK und in der Schweizerischen Mobiliar Versicherungsgesellschaft.
Ernst Bachmann, der mit Sonja geborene Fehlmann verheiratet war, verstarb am 19. September 1995 im Alter von 83 Jahren in Schöftland.

## Politisches Wirken
Als Mitglied der Freisinnig-Demokratischen Partei trat Ernst Bachmann im Jahr 1937 die Nachfolge seines Vaters im aargauischen Grossen Rat an, dem er bis 1945 angehörte. Anschliessend leitete Bachmann von 1945 bis 1965 als Regierungsrat das Finanz- und Militärdepartement. Dazu amtierte er als Präsident der freisinnigen Kantonalpartei. Auf Bundesebene hatte Ernst Bachmann von 1955 bis 1961 Einsitz in den Nationalrat, anschliessend bis 1971 in den Ständerat.
Bachmann wurde als Finanzexperte in verschiedene Expertenkommissionen des Bundes gewählt. Überdies fungierte er von 1950 bis 1959 als Präsident der schweizerischen Militärdirektorenkonferenz sowie der Finanzdelegation der Eidgenössischen Räte. Bachmanns Engagement galt einem föderalistischen Staatsaufbau.